# 西尼沙·兹拉特科维奇
西尼沙·兹拉特科维奇（羅馬化：Siniša Zlatković，1934年4月16日—），塞尔维亚男子足球运动员，场上位置是后卫。他曾代表南斯拉夫国家队参加1950年国际足联世界杯，结果队伍止步第一轮。